# تشارلز همفري أثرتون
تشارلز همفري أثرتون هو محامي وسياسي أمريكي، ولد في 14 أغسطس 1773 في Amherst, New Hampshire ‏ في الولايات المتحدة، وتوفي بنفس المكان في 8 يناير 1853. نشط حزبياً في الحزب الفيدرالي الأمريكي. وقد انتخب عضو مجلس النواب الأمريكي ‏.